# USS Indianapolis (ID-3865)
USS Indianapolis – amerykański statek towarowy służący w US Navy w okresie I wojny światowej.
SS "Indianapolis" został zwodowany 4 lipca 1918 w stoczni Pusey and Jones, Gloucester, New Jersey z przeznaczeniem dla United States Shipping Board. Został dostarczony amerykańskiemu Department of the Navy 12 grudnia 1918 i tego samego dnia wszedł do służby w Philadelphia Naval Shipyard jako USS "Indianapolis". Pierwszym dowódcą został Lieutenant Commander J. M. Masury, USNRF.
Przydzielony do Naval Overseas Transportation Service "Indianapolis" opuścił Filadelfię 28 grudnia 1918 wioząc ładunek do Anglii i Holandii. Wrócił do Stanów Zjednoczonych, do Norfolk 23 lutego 1919. Opuścił Norfolk 31 marca 1919 wioząc ładunek do Francji. Wrócił do tego amerykańskiego portu 22 czerwca 1919.
Został wycofany ze służby 9 lipca 1919. Wrócił pod władanie United States Shipping Board w Norfolk tego samego dnia, ponownie stając się SS "Indianapolis".